# マテイトンガ・ボギドゥラウマイナダヴェ
マテイトンガ・ボギドゥラウマイナダヴェ（Mateitoga Bogidraumainadave、1984年6月6日 - ）は、フィジーの女子ラグビーユニオン選手。ポジションはナンバーエイトなど。愛称はライテ。

## 来歴
サウス・パシフィック・バイブル・カレッジ卒業。
ARUKAS QUEEN KUMAGAYA WOMEN'S SEVENS RUGBY FOOTBALL CLUBに所属しており、ラグビー女子日本代表にも選出されている。